# Клетва (филм)
Клетва (енгл. The Grudge) је амерички хорор филм из 2004. режисера Такашија Шимицуа, римејк истоименог јапанског филма који је изашао 2 године раније, са Саром Мишел Гелар у главној улози.
Филм је био огроман финансијски успех, пошто је од буџета који је износи 10 милиона долара, зарадио чак 19 пута више, што га је учинило једним од најпрофитабилнијих филмова године и уз Ван Хелсинга најуспешнијим у хорор жанру. И поред високе зараде, филм је добио доста помешане критике. Критичари сајта Rotten Tomatoes су га оценили с поприлично ниских 39%, док је публика с нешто бољих 46%. Критичари су тврдили да и поред тога што има неколико застрашујућих сцена, филм у својој суштини заправо није страшан. IMDb га је знатно боље оценио просечном оценом 6/10.
Захваљујући својој заради филм је у предстојећих 5 година добио 2 наставка под насловима Клетва 2 и Клетва 3, док је рибут најављен за 2019. годину. Због сличности са Кругом, другим хорор серијалом, јапанског порекла, који је био популаран у исто време, 2016. снимљен је јапански кросовер под насловом Садако против Кајако.

## Радња
Карен Дејвис је америчка медицинска сестра која живи и ради у Токију. Она добија посао да води кућну негу о дементној старици Еми Вилијамс. Тиме Карен бива изложена мистериозном натприродном проклетству духа који убија своје жртве једним моћним погледом пуним беса. Како би спасла свој живот Карен испитује прошлост куће у којој је боравила. Она откива да је у тој кући жена по имену Кајако Саеки убијена заједно са својим сином Тошиом од стране свог супруга Такеа.
Како би окончала проклетство Карен долази до идеје да спали Кајакину кућу, али она то неће одзволити тако лако...

## Улоге
| Глумац           | Улога             |
| ---------------- | ----------------- |
| Сара Мишел Гелар | Карен Дејвис      |
| Џејсон Бер       | Даг Мекарти       |
| Каде Стрикланд   | Сузан Вилијамс    |
| Вилијам Мапотер  | Мет Вилијамс      |
| Кле Дувал        | Џенифер Вилијамс  |
| Грејс Забриски   | Ема Вилијамс      |
| Бил Пулман       | Питер Кирк        |
| Роза Блази       | Марија Кирк       |
| Тед Рејми        | Алекс Џонс        |
| Рио Ишибаши      | детектив Накагава |
| Јоко Маки        | Јоко              |
| Такако Фуђи      | Кајако Саеки      |
| Јуја Озеки       | Тошио Саеки       |
| Такаши Мацујама  | Такео Саеки       |